# Vřešťan
Vřešťan (Alouatta) je monotypický rod čeledi chápanovití (Atelidae) a podčeledi Alouattinae. Dříve patřil mezi malpovité (Cebidae). Rod popsal Bernard Germain Étienne de la Ville, Comte de Lacépède v roce 1799.

## Popis
Délka těla vřešťanů činí od 56 do 92 cm, samci mohou být o 1,5 až 2 kg těžší než samice. Ocas může být až 5× delší než tělo a je na konci olysalý. Nos je krátký, s kulatými nozdrami; pomocí něj může cítit potravu až na vzdálenost 2 km. Rodu se vyvinulo barevné vidění. Zvětšená jazylka umožňuje vřešťanům komunikovat mezi sebou hlasitými zvuky především při ochraně území, dle Guinnessovy knihy rekordů jsou slyšet až na vzdálenost 4,8 km. Samci se zvětšenou jazylkou mají obvykle menší varlata a naopak.

## Chování
Většina druhů žije ve skupinách od 6 do 15 zvířat s jedním až třemi samci a samicemi. Na rozdíl od jiných opic, kdy po dosažení pohlavní dospělosti zůstávají v tlupě samice, u vřešťanů mladí jedinci obojího pohlaví opouštějí skupinu. Boje mezi samci jsou krátké, ale mohou si u nich způsobit i vážná zranění.
Vřešťani jsou folivorní novosvětské opice. Živí se listy, pupeny, ořechy, ovocem a květy, jsou známy ale též případy, kdy vřešťani vybírali vejce a holátka z hnízd.

## Druhy
- Alouatta seniculus, (Linné, 1766) - vřešťan rezavý
- Alouatta belzebul, (Linné, 1766) - vřešťan rezavoruký
- Alouatta macconnelli, Linné, 1766 - vřešťan guyanský
- Alouatta guariba, Humboldt, 1812 - vřešťan hnědý
- Alouatta caraya, (Humboldt, 1812) - vřešťan černý
- Alouatta discolor, (Spix, 1823) - vřešťan rudohřbetý
- Alouatta palliata, (Gray, 1849) - vřešťan pláštíkový
- Alouatta juara, Elliot, 1910 - vřešťan západobrazilský
- Alouatta sara, Elliot, 1910 - vřešťan bolivijský
- Alouatta ululata, Elliot, 1912 - vřešťan miritibský
- Alouatta pigra, Lawrence, 1933 - vřešťan mono
- Alouatta nigerrima, Lönnberg, 1941 - vřešťan severobrazilský
- Alouatta puruensis, Lönnberg, 1941 - vřešťan puruský